# أسيتات السليولوز

الصيغة البنائية لأسيتات السليلوز

خلات السليولوز أو أسيتات السليولوز، هي إستر الخلات للسليولوز. يستخدم على نحو أساسي كليف اصطناعي في صناعة النسيج حيث يعرف باسم «حرير الأسيتات».

## في صناعة النسيج
يستخدم حرير الأسيتات زغب القطن أو لب الخشب حيث ينظف بشكل جيد لا زالة المواد العالقة وذلك بالغلي لفترة من الزمن من 2-3 ساعة بمحلول قلوي عالي التركيز ويستخدم في هذه الصناعة المواد الكيماوية الآتية :
حمض الخل وبلا ماء حمض الخل وحمض الكبريت.

### طريقة الصنع
1. يشبع زغب القطن أو المادة السليولوزية المراد تصنيعها بمحلول حمض الخل عالي التركيز وتخلط جيداً للحصول على عجينة متجانسة.
2. يُغمر الناتج بمادة بلاماءات حمض الخل المركز وتُخلط بواسطة خلاطات قوية ويستعمل حمض الكبريت كوسيط وذلك لتسريع التفاعل الذي يستمر من 7-15 ساعة وبحرارة أقل من 25 درجة مئوية.
3. يؤخذ الناتج ويغسل بالماء الطري (الخالي من الشوائب المعدنية) لإزالة حمض الكبريت وحمض الخل فيترسب السليولوز بشكل قطع صغيرة تطفو على سطح الماء ثم يغسل مرة ثانية وتحضر لإجراء عمليات الغزل.

### مرحلة الغزل
الغزل الجاف: تمزج العجينة بالأسيتون بنسبة 25-35% وتقاس درجة اللزوجة بدقة وباستمرار. تضاف بعض المواد للمزيج أحياناً مثل الأملاح أو الأصبغة لإعطاء صفات معينة. يرسل المحلول إلى الترشيح ومن ثم إلى مضخة وثم إلى رأس الغزل، ويخرج من فوهة الغزل حيث يُكثّف الأستون ويؤخذ حبل الشعيرات من أسفل الأنبوب إلى أسطوانات السحب ويلف على بكرات ويستعمل بنطاق واسع في الصناعة.

### الصفات الفيزيائية
1. المظهر تحت المجهر: المقطع عرضي دائري غير منتظم، والمقطع الطولي أسطواني مسطّح ومنعطف.
2. متانة الشد (جاف ورطب): متانة الشد للألياف الجافة 1.4 غرام/دنيير، ومتانة الشد للألياف الرطبة 0.9 غرام /دنيير. وبالنسبة لثلاثي الأسيتات متانة الشد من 1.2غرام/دنيير إلى 1.8 غرام/دنيير.
3. الرطوبة النظامية للقطن: الرطوبة النظامية لثنائي الأسيتات 6.5% وَ4.2%.
4. الاستطالة: وسطي الاستطالة بين الجاف والرطب لثنائي وثلاثي الأسيتات يتراوح من 20-40 %
5. نقطة الانصهار: 270-300 درجة مئوية.
6. العازلية الكهربائية: عازل جيد للكهرباء ولكن يتضمن كهربائية ساكنة.
7. يتأثر بالحرارة ورائحته أثناء الحرق رائحة الأسيتون.

### الصفات الكيميائية
بما أن معظم جذر (OH) الموجود في السليولوز قد استبدِل وأُزيل بجذور الخل (CH3COO) لذلك فإن معظم مواصفات السليولوز قد تغيرت عما هو الحال في القطن والكتان والفسكوز.
ولذلك نرى أن نسبة الامتصاص في الرطوبة قد تغيرت وهذا يؤثر على إمكانية الصباغة وسهولة الذوبان بالمواد العضوية والتميُّع أثناء التعرض للحرارة والتأثر بالقلويات والأحماض.
لذلك نرى أن خيوط الاستات تنتفخ بالماء والقلويات.

## اقرأ أيضًا
- ألياف اصطناعية